# Краишевка (приток Терсы)
Краишевка — река в России, протекает в Волгоградской области. Устье реки находится в 85 км по правому берегу реки Терса. Длина реки составляет 59 км.

## Данные водного реестра
По данным государственного водного реестра России относится к Донскому бассейновому округу, водохозяйственный участок реки — Терса, речной подбассейн реки — Бассейн притоков Дона м/д впад. притоков Хопра и Северного Донца. Речной бассейн реки — Дон (российская часть бассейна).
Код объекта в государственном водном реестре — 05010300212107000008817.